# Psydrax micans
Psydrax micans är en måreväxtart som först beskrevs av Arthur Allman Bullock, och fick sitt nu gällande namn av Diane Mary Bridson. Psydrax micans ingår i släktet Psydrax och familjen måreväxter. IUCN kategoriserar arten globalt som sårbar. Inga underarter finns listade i Catalogue of Life.